# 訃報 2000年11月
訃報 2000年11月（ふほう 2000ねん11がつ）では、2000年（平成12年）11月中に物故した、又は物故が報じられた人物についてまとめる。

## （1日 - 15日）

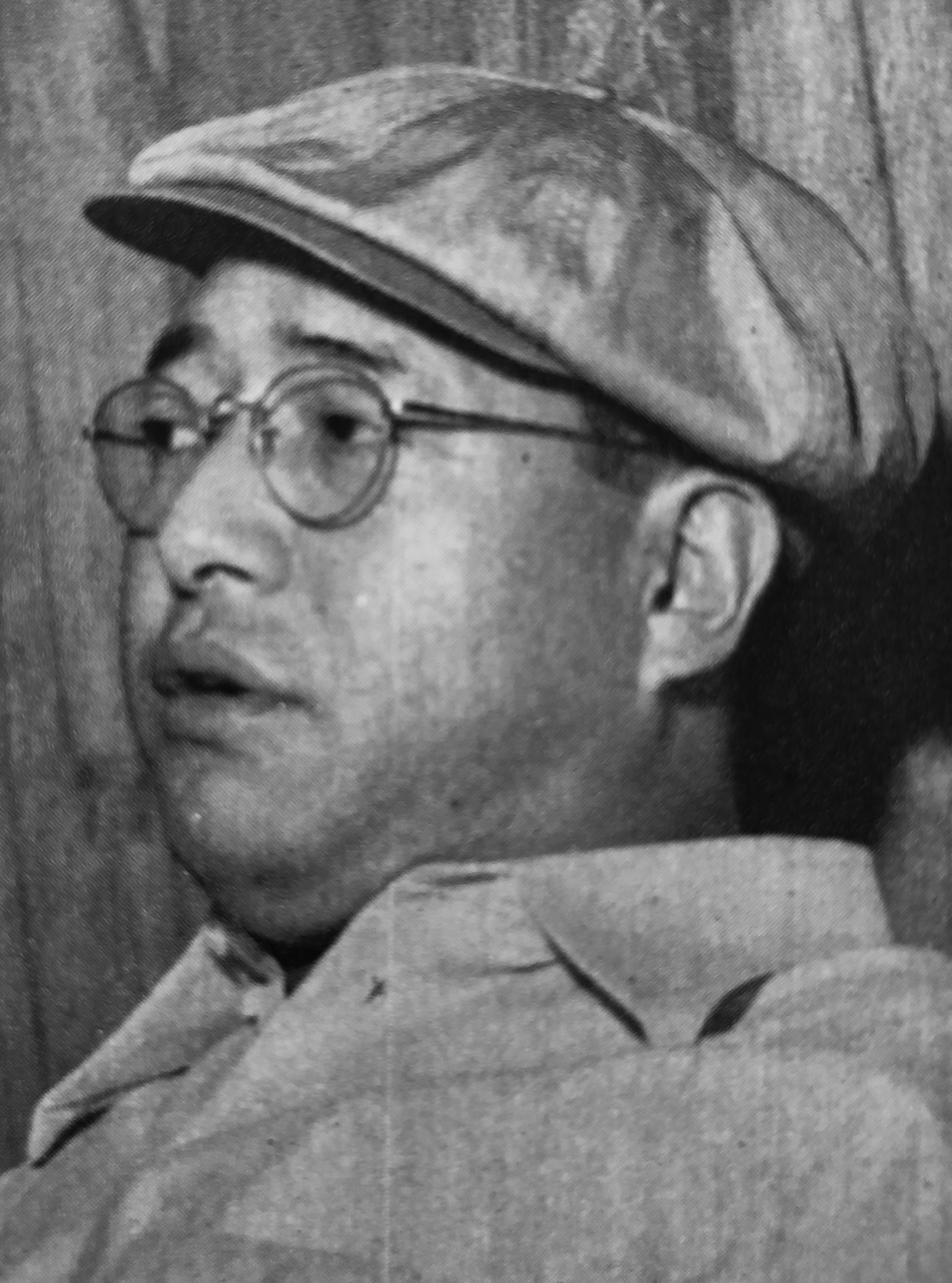
吉村公三郎／11月7日没

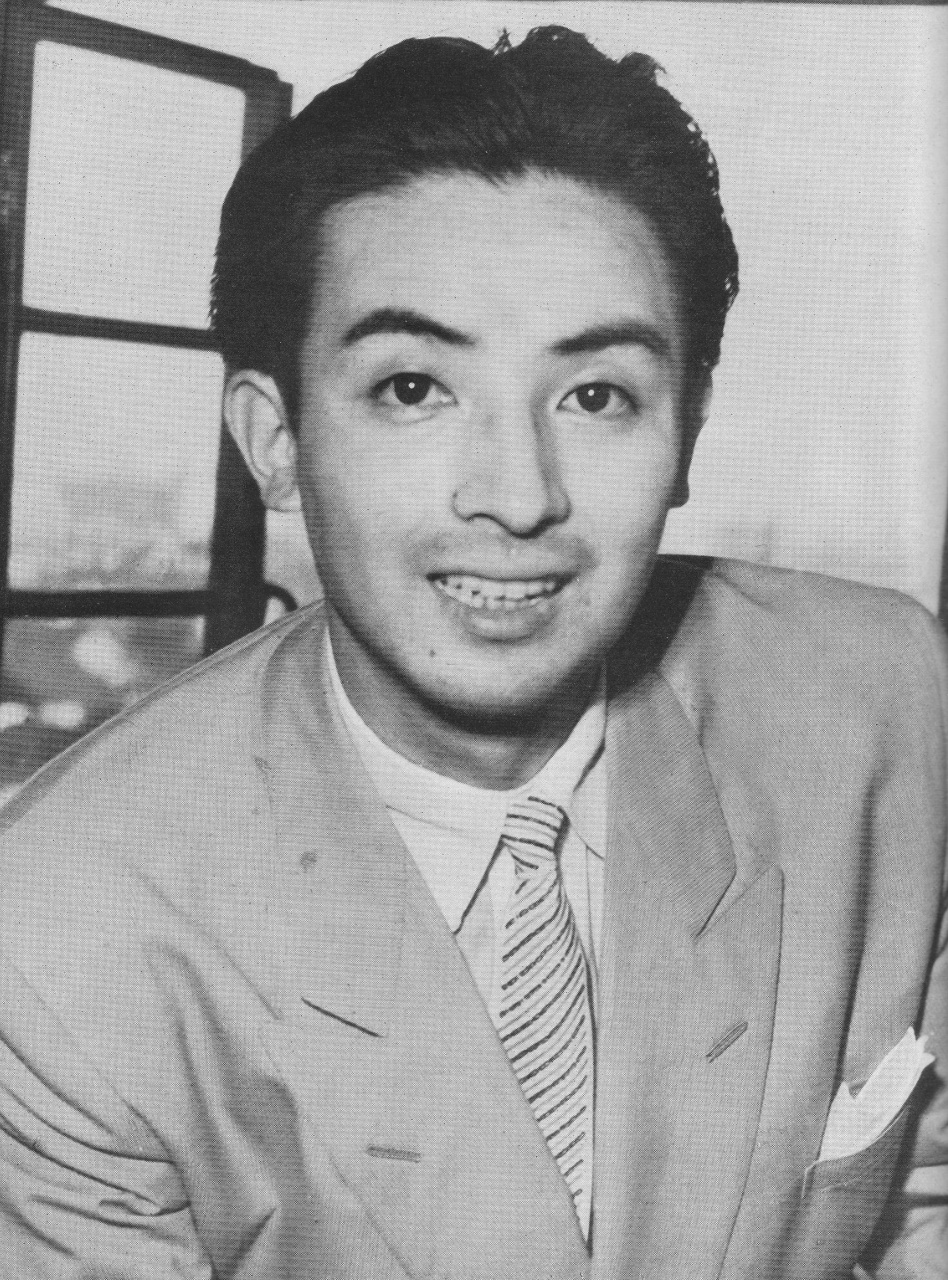
東千代之介／11月9日没

- 11月2日 - ロバート・コーミア、小説家（* 1925年）
- 11月4日 - 林家珍平、落語家・俳優（* 1940年）
- 11月5日 - 髙野光、プロ野球選手（* 1961年）
- 11月7日 - 吉村公三郎、映画監督（* 1911年）
- 11月8日 - 向坂松彦、アナウンサー（* 1933年）
- 11月9日 - 東千代之介、俳優（* 1926年）
- 11月9日 - 志村哲良、実業家・政治家（* 1926年）
- 11月9日 - 茶川一郎、俳優（* 1927年）
- 11月9日 - あさのりじ、漫画家（* 1938年）
- 11月10日 - 佳島由季、女優（* 1940年）
- 11月12日 - 宇野収、実業家（* 1917年）
- 11月14日 - 東野英心、俳優（* 1942年）
- 11月15日 - 森幹太、俳優（* 1924年）
- 11月15日 - 鈴木常司、実業家（* 1930年）

## （16日 - 30日）

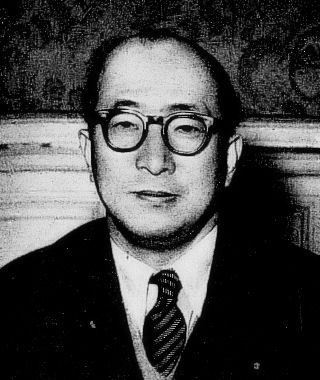
小坂善太郎／11月26日没

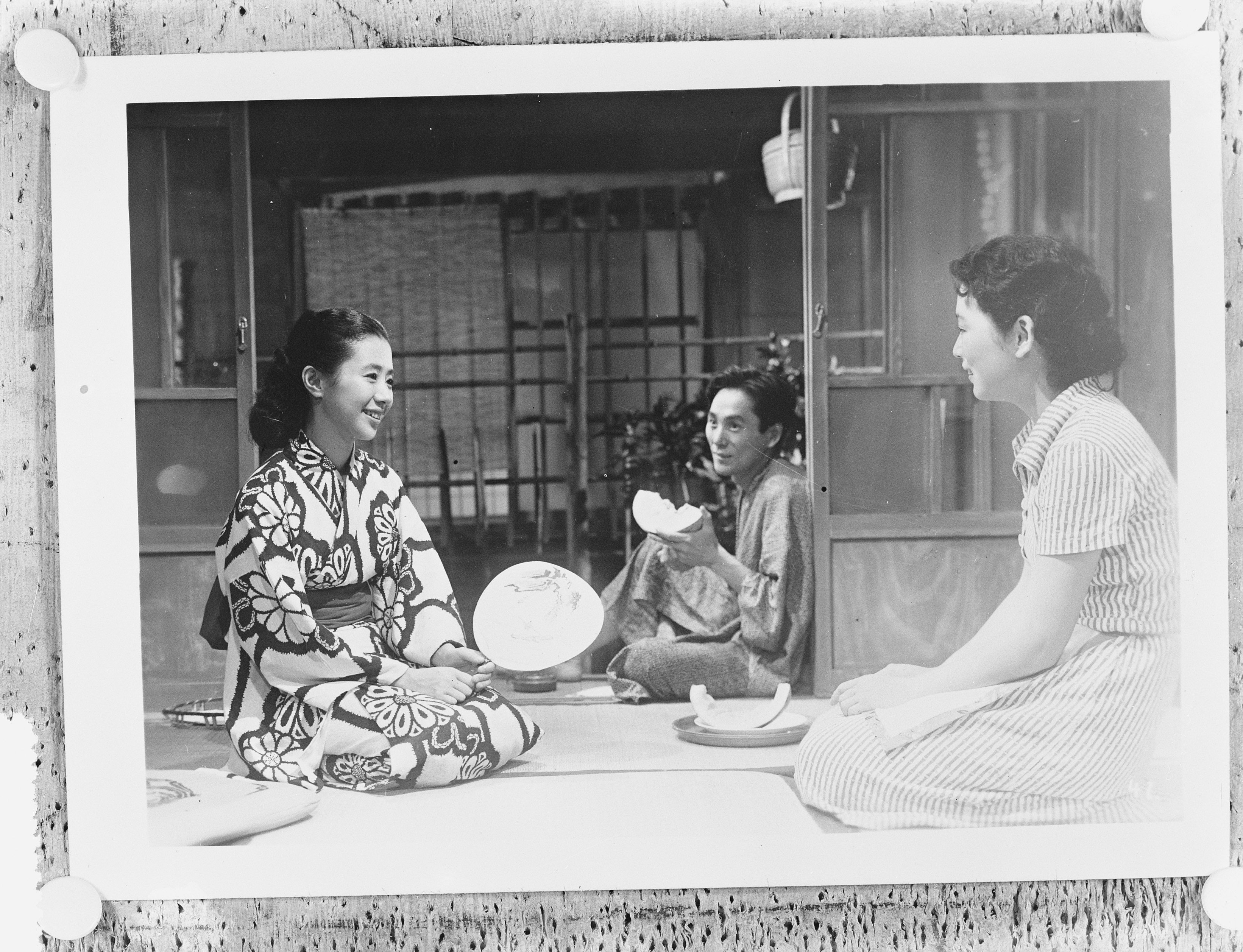
下元勉（中央）／11月29日没

- 11月16日 - 室淳介、フランス文学者・翻訳家（* 1918年）
- 11月20日 - 三浦真一郎、プロ野球審判員（* 1946年）
- 11月26日 - 小坂善太郎、政治家、元外務大臣（* 1912年）
- 11月28日 - 木村武千代、政治家（* 1910年）
- 11月29日 - 下元勉、俳優（* 1917年）